# Multescharellina aculeata
Multescharellina aculeata är en mossdjursart som beskrevs av d'Orbigny 1852. Multescharellina aculeata ingår i släktet Multescharellina och familjen Lepraliellidae. Inga underarter finns listade i Catalogue of Life.